# Campanya napoleònica d'Egipte i Síria
La Campanya napoleònica d'Egipte i Síria (1798-1801) va ser una expedició militar francesa duta a terme pel general Napoleó Bonaparte i els seus successors, amb l'objectiu de conquerir Egipte per a tancar als britànics el camí cap a l'Índia en el marc de la lluita contra Gran Bretanya, única potència clarament hostil a la França revolucionaria. Aquesta fou la campanya principal de la Campanya mediterrània de 1789 de la que també en formà part l'Ocupació francesa de Malta. L'expedició va fracassar, però anava acompanyada d'una expedició científica (amb historiadors, botànics i dibuixants) que permeté redescobrir la grandesa de l'Egipte dels faraons. Durant aquesta guerra es va descobrir la Pedra de Rosetta, l'estudi de la qual va iniciar l'egiptologia.

## Antecedents
A principis de l'any 1798, Napoleó Bonaparte era un general jove i popular que tot just havia arribat d'una campanya a Itàlia amb èxit. El Directori revolucionari el volgué mantenir allunyat dels cercles conspiradors de París i li va proposar envair Gran Bretanya però Napoleó ho va desestimar per la gran superioritat naval d'aquesta. Tanmateix Napoleó maldà per debilitar als britànics especialment en el terreny econòmic. Gran Bretanya, havent perdut les seves colònies dels Estats Units depenia fortament de les matèries primeres de l'Índia i per impedir-ne l'accés Napoleó pensà a bloquejar el pas controlant Egipte i Síria.
Egipte era aleshores una província de l'Imperi Otomà. Napoleó formà un exèrcit de 38.000 homes amb un miler de canons i set-cents cavalls. Comptà amb els millor generals: Berthier, Caffarelli, Kléber, Desaix, Lannes, Dumas, Murat, Andréossy, Belliard i Zajączek, entre d'altres. A més del seu propi germà Louis Bonaparte, Duroc, Eugène de Beauharnais i el noble polonès Sulkowski.
Al contingent s'hi uní un miler de civils, entre ells 154 científics. Napoleó volia convertir Egipte en un protectorat francès i necessitava que la població egípcia li donés suport.

## Inici
Una flota de tretze vaixells de línia i més de 300 navilis amb 16.000 mariners partí el 17 de maig de 1798 del port de Toló portant l'exèrcit de Napoleó. En total més de 400 navilis prengueren part d'aquesta flota, i 40 000 homes i 10 000 mariners. Ningú no sabia cap on anaven i per tal de despistar la flota britànica es va difondre intencionadament que l'objectiu de Napoleó era Irlanda.

## Presa de Malta
L'armada, encara que no tenia cap motiu per fer-ho, l'onze de juny va atacar Malta amb la fortalesa de La Valetta, aleshores defensada per l'Orde de Sant Joan.
L'almirall britànic Horatio Nelson en saber que Napoleó havia pres Malta va vigilar Egipte dirigint-se cap Alexandria però sense trobar Napoleó aquest prengué Alexandria l'1 de juliol. Cinc dies després els francesos marxaren contra el Caire a través del desert perquè pel Nil era molt exposat. Els mamelucs hostigaren els francesos però aquests s'imposaren en tots els combats.

## Campanya d'Egipte

### Desembarcament a Alexandria
Napoleó va marxar de Malta cap a Egipte. Després d'aconseguir que la Royal Navy no el detectés, al cap de 13 dies va arribar a Alexandria l'1 de juliol. Després que Jacques François Menou prengués terra seguit per Bonaparte i Kléber, es van assabentar que les persones d'Alexandria es volien resistir als francesos, a les 2 de la matinada van marxar contra les seves muralles i van ordenar l'assalt de la ciutat. El mateix dia, l'exèrcit francès va aconseguir trencar les defenses de la ciutat.
Mentre l'exèrcit va desembarcar, es va ordenar a l'armada que anés cap a la Badia d'Abu Qir per a fugir de la flota britànic i el cos principal de l'exèrcit es va dirigir per terra cap al Caire.

### Batalla de les Piràmides
En el camí Napoleó es trobà als mamelucs a 15 quilòmetres de les piràmides, i a només 6 del Caire. Hi havia 40.000 mamelucs que els tancaven el pas, malgrat ser més que els francesos el seu armament era molt primitiu. En aquesta ocasió Napoleó pronuncià la seva cèlebre frase «Soldats! Des de dalt d'aquestes piràmides, quaranta segles us contemplen!», i disposà les seves cinc divisions en cinc quadres, amb els quatre canons en les cantonades: cinc ciutadelles vives, amb l'acer de les baionetes.
El 21 de juliol de 1798 va tenir lloc la coneguda com la batalla de les Piràmides. Els francesos guanyaren aquesta batalla gràcies al foc dels mosquets contra les càrregues de la cavalleria, amb el cost de només 390 baixes franceses per 5000 morts, ferits i presoners dels mamelucs, i obtingueren el Caire i el Baix Egipte acabant amb 700 anys de domini mameluc.

### Batalla del Nil

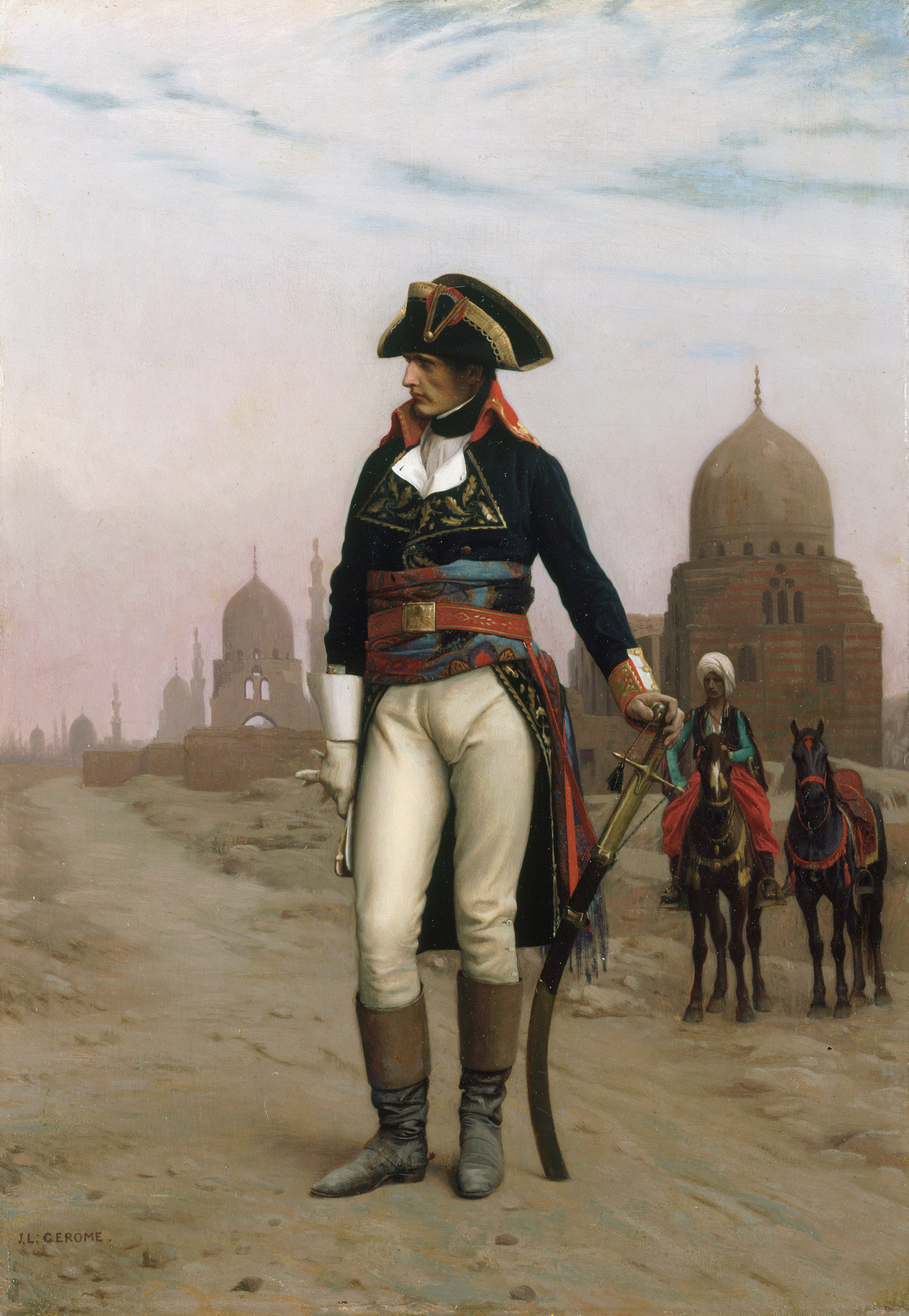
Napoleó a Caire, pintura de Jean-Léon Gérôme (1863)

Nelson va sorprendre la flota francesa a Abukir. La disposició de la flota francesa afavorí l'atac de canons britànic. Hi moriren 1.700 mariners francesos, entre ells el mateix Brueys, 600 ferits i 3.000 presoners i solament dues naus franceses de l'extrem de la línia, el Généreux i el Guillaume, juntament amb les fragates Diane i la Justícia, van escapar. La resta va ser cremat com l'Artémise, o capturat el matí del 2 d'agost com la fragata francesa Sérieuse. Els britànics patiren 218 morts i 600 ferits.

### Administració de Bonaparte d'Egipte
Després de la desfeta naval d'Aboukir, la campanya de Napoleó va continuar per terra per tal de reprimir aixecaments nacionalistes i Napoleó va esdevenir el governador absolut d'Egipte.
Per tal de guanyar-se la simpatia dels egipcis Napoleó va fer una proclama lloant els preceptes de l'islam i manifestant la seva intenció d'alliberar-los dels mamelucs i dels otomans. També creà amb els savis que l'acompanyaven l'Institut d'Egipte per a fer reformes administratives, promulgà lleis per acabar amb l'esclavitud i el feudalisme però la població egípcia no va confiar en ell ni en els francesos considerats infidels. També va proclamar l'amistat amb el poble otomà tot i que havia envaït un dels seus territoris. A Egipte va tenir la posició d'alliberador del jou otomà.
Tot i això, com que van imposar taxes per a sostenir el seu exèrcit, els egipcis no va creure que Napoleó fos sincer i per això van continuar les hostilitats.
El 22 de setembre de 1798, durant l'aniversari de la fundació de la Primera República Francesa, Napoleó va organitzar una festa el més magnificent possible i va fer construir un circ immens amb 105 columnes en el que hi havia set altars clàssics amb el nom d'herois revolucionaris francesos i en la que hi havia un arc del triomf en el que s'hi representava la batalla de les piràmides.
Napoleó va atorgar als egipcis la seva versió dels beneficis de la civilització occidental. Les ciutats van passar a tenir institucions municipals i es va crear l'Institut d'Egipte, unan biblioteca, serveis de salut, un jardí botànic i un museu d'antiguitats. Es va escriure un diccionari francès-àrab i es va calcular el calendari triple egipci, copte i europeu.
Napoleó, com que no podia rebre reforços de França per la derrota naval, va convertir en militars francesos a antics esclaus.

### Revolta del Caire

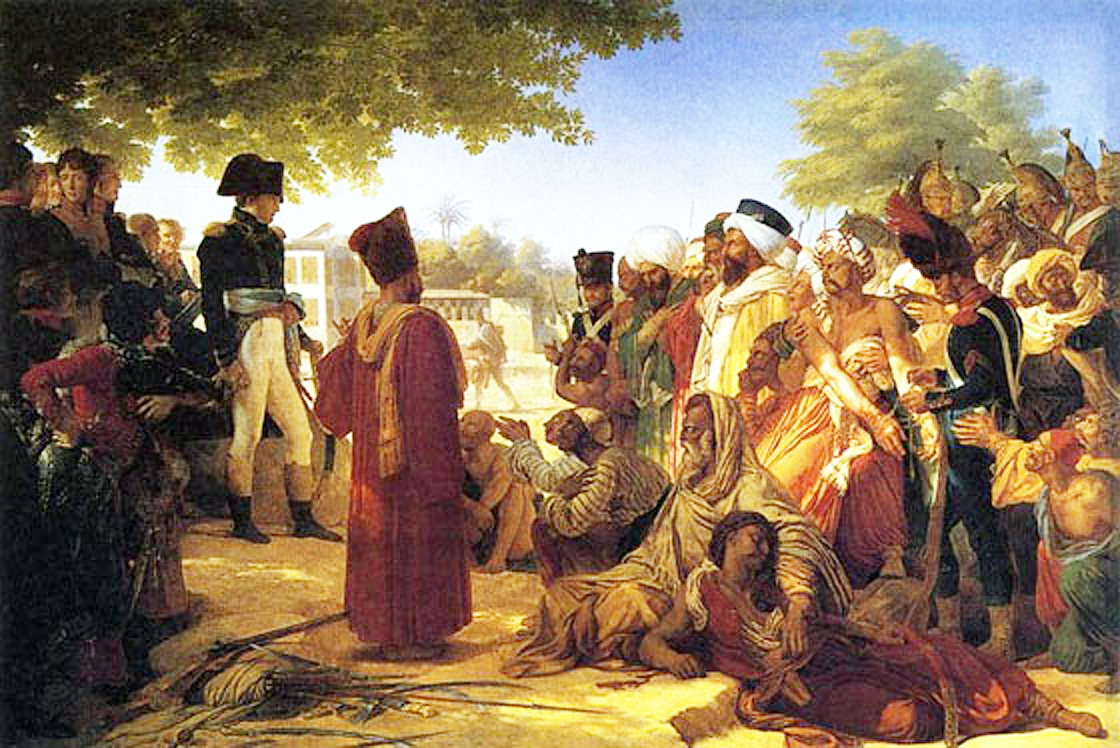
Napoleó amnistia els líders de la revolta del Caire. Pintura de Pierre-Narcisse Guérin

El 22 d'octubre de 1798 quan Bonaparte era al vell el Caire, la població de la ciutat es va aixecar en armes al carrer i es van fortificar en punts claus, sobretot al voltant de la Gran Mesquita. El comandant del Caire, Dominique Martin Dupuy va ser assassinat juntament amb Sulkowski, amic de Napoleó. Xeics i imams van promoure que s'exterminés a tots els francesos que es trobessin. En aquells moments, la situació de l'exèrcit francès era crítica amb l'amenaça de l'armada anglesa, a la defensa de l'Alt Egipte per part de Murad Bey i a la resistència armada en el desert.
Napoleó va fer retornar els militars que estaven lluitant en el desert i el la liderar personalment en la submissió dels revoltats. Els francesos van tenir sort que aquell dia el cel estava ennuvolat i que hi havia molts llamps, cosa que era molt rara a Egipte. Això va fer que molts residents supersticiosos que consideraven que el tro era un signe diví. Això juntament amb la prohibició d'obrir foc dins de la mesquita, va fer que sortís victoriós de la revolta. Després de tornar a tenir el control de la ciutat, Napoleó va executar molts xeics i turcs que havien participat en la revolta. A més a més, va augmentar els impostos que havien de pagar els habitants del Caire.

## Campanya de Síria

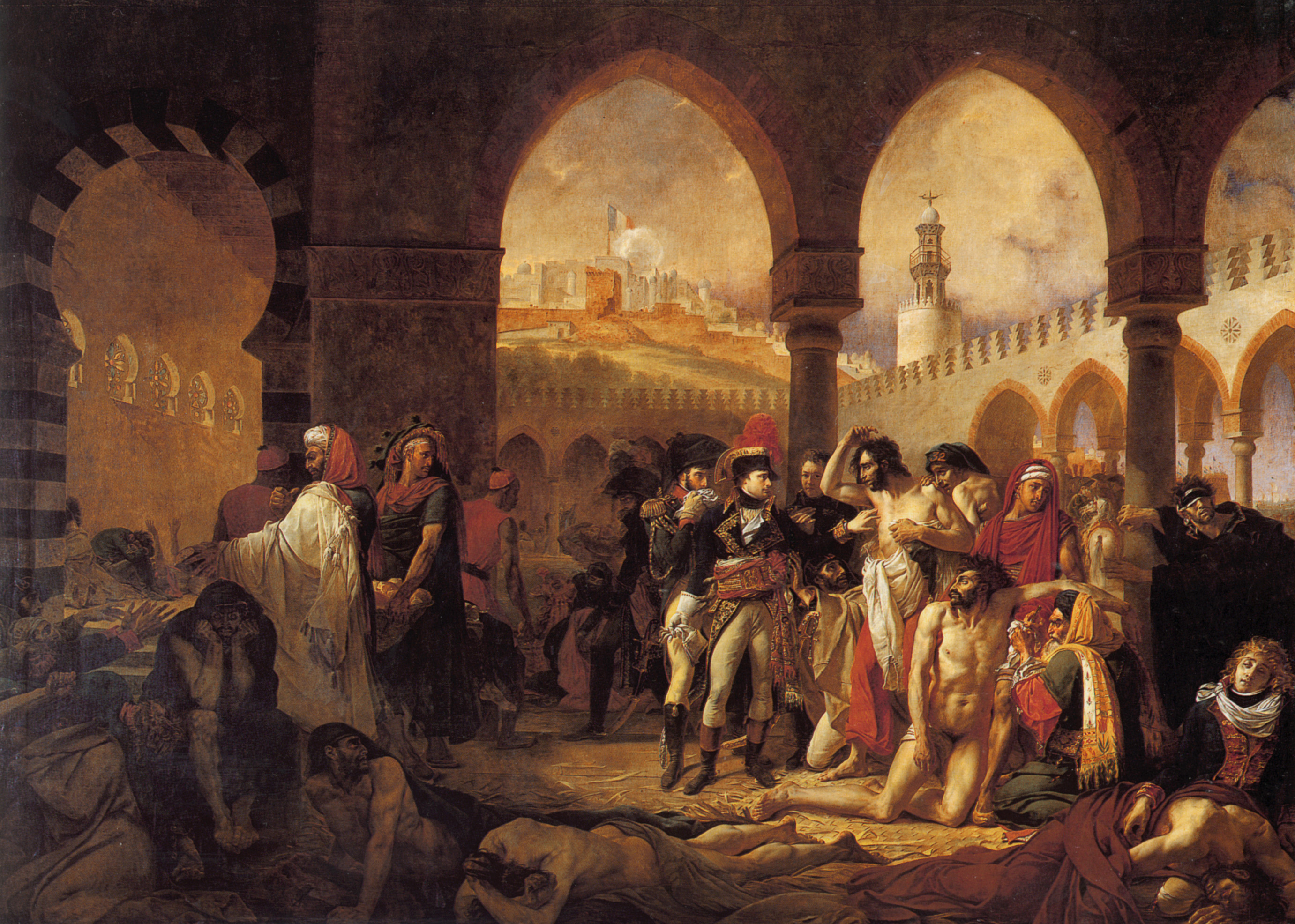
Bonaparte visitant els empestats de Jaffa, al Museu del Louvre

En un mes Napoleó havia pres el control d'Egipte: Kléber dominava el delta del Nil; Menou havia pres el port de Rosetta (Egipte); Desaix perseguia els mamelucs en l'Alt Egipte; mentrestant els savis francesos exploraven Assuan, Tebes, Luxor i Karnak. La derrota d'Abukir portà complicacions. Els otomans pactaren amb els britànics i declararen la guerra a Napoleó. També hi va haver al Caire una sagnant revolta contra els francesos que revolta acabà quan Napoleó apuntà els canons contra la Mesquita d'al-Azhar.
Napoleó encara tenia tot el seu exèrcit i planificà conquerir Palestina i Síria amb l'objectiu d'arribar a l'Índia a la primavera de 1800. El febrer de 1799 Napoleó partí cap Síria amb 13.000 homes i acabar amb Djezzar Pacha qui volia reconquerir Egipte. Amb dificultats els francesos travessaren el desert del Sianí i prengueren El-Alrich. A Jaffa els otomans es resistiren fortament i després hi hagué una epidèmia de còlera entre els soldats. Prengueren Haifa sense trobar resistència. Però Sant Joan d'Acre es resistí als francesos. Junot prengué temporalment Natzaret.

## Pèrdua i reconquesta d'Abukir
Napoleó davant les seves grans pèrdues es convencé que arribar a l'Índia resultava impossible i decidí tornar a França tement quedar fora d'un nou repartiment de poder però va tenir notícia que Nelson atacava Abukir i va contraatacar.

## Fugida de Napoleó i rendició francesa
En Napoleó decidí tornar a França i ho va fer a bord de la fragata Muiron, burlà el bloqueig britànic i arribà a França el novembre de 1799 (18 de brumari) Una sublevació popular, a la primavera, expulsà els francesos del Caire. El 14 de juny Kleber va ser assassinat i va ser substituït pel general Menou que s'havia convertit a l'Islam, qui capitulà davant els britànics, que convertiren Egipte en una colònia, Amb el Cop d'estat del 18 de brumari, Sieyès, Roger Ducos i Napoleó Bonaparte foren nomenats cònsols, i Napoleó com a primer cònsol.

## Expedició científica

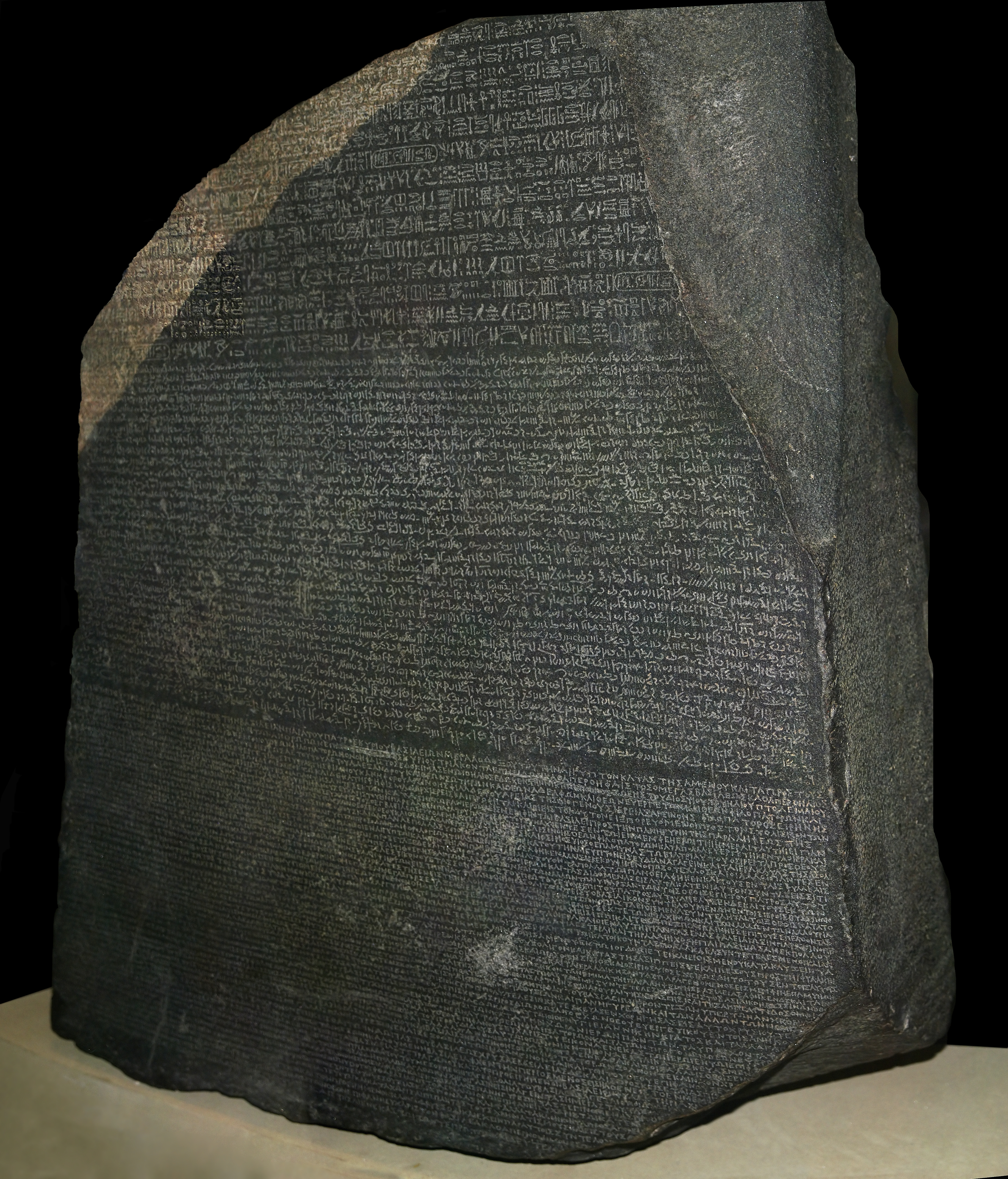
Pedra de Rosetta (Museu Britànic)

Entre els 154 científics reclutats per Napoleó figuraven el matemàtic Gaspard Monge, el químic Claude Louis Berthollet (inventor del lleixiu), el geòleg Déodat de Dolomieu o el baró Dominique Vivant Denon, anys més tard director del Museu del Louvre.
Sota la direcció de Vivant Denon, van fer treballs d'enginyeria i urbanisme i millores en infraestructures. Estudiaren la possibilitat de construir un canal entre el Mediterrani i el mar Roig, des de Suez (aquest projecte es faria després durant el regnat de, Napoleó III, i a càrrec de Ferdinand de Lesseps); també exploraren el Nil i l'arqueologia de l'Antic Egipte.
Els treballs van ser recollits al llibre Description de l'Égypte, publicat en vint volums entre 1809 i 1822, el màxim referent en egiptologia durant dècades.
El 19 de juliol de 1799, mentre els francesos feien trinxeres a Rosetta, es va trobar una gran pedra de granodiorita grisa amb vetes rosades. La seva mida era de 112.3x75.7x28.4 cm i tenia inscripcions en tres blocs en signes jeroglífics, demòtics i en llengua grega.
Es van prendre còpies del document que era del rei Ptolemeu V de l'any 196 aC. L'original se'l quedaren els britànics per amb les còpies Jean-François Champollion hi treballà i establí un codi per desxifrar-los.

## Impremta
Napoleó es va emportar impresors francesos, grecs i àrabs que il·lustressin la seva campanya a Egipte. Va importar la impremta al país.
Napoleó va fer moltes proclames que els seus traductors no van traduir correctament a l'àrab. Aquestes foren vistes com un ultratge pel clergue i historiador Abd al-Rahman al Jabarti.

## Conseqüències
A més a més del seu paper dins de les Guerres de la Revolució Francesa, la invasió d'Egipte per part dels francesos van causar un profund impacte en l'Imperi Otomà, sobretot en el Món Àrab perquè va demostrar la superioritat militar, tecnològica i d'organització dels europeus occidentals. Això va provocar canvis socials profunds a la regió. Va introduir a l'Orient Mitjà invents occidentals com la impremta i idees occidentals com el liberalisme i el nacionalisme que a la primera meitat del segle xix acabaria sent la Nahda (Renaixement Àrab). Els historiadors de la modernitat consideren que l'arribada dels francesos a la zona representa l'inici de l'Orient Mitjà contemporani.
Els francesos van perdre 15.000 soldats en els enfrontaments armats i 15.000 més per malalties. Tot i això, va augmentar la reputació de Napoleó com un comandant brillant gràcies a la propaganda. A França no hi van arribar notícies sobre la desfeta d'Aboukir o les derrotes de Síria. D'aquesta manera, Napoleó aprofità aquesta reputació per a esdevenir Primer Cònsol en el cop d'estat del novembre del 1799.
Després de la Campanya napoleònica d'Egipte i Síria, incapaç de transportar al seu exèrcit de tornada a França per mar després de la batalla del Nil, els enemics de França van preparar una nova aliança amb Anglaterra per desfer les anteriors conquestes franceses. Àustria i Rússia van mobilitzar exèrcits de refresc per a les campanyes d'Alemanya i Itàlia el 1799.
El tractat d'Amiens no va tenir participació otomana i Selim va signar un tractat per separat amb França el 25 de juny de 1802, que restablia els privilegis francesos a l'imperi anteriors a la guerra.

## Cronologia
- 19 de maig de 1798 - Sortida de Toló
- 11 de juny de 1798 - Captura de Malta
- 1 de juliol de 1798 - Desembarcament a Alexandria
- 21 de juliol de 1798 - Batalla de les Piràmides. Victòria francesa
- 1-2 d'agost de 1798 - Batalla del Nil. Victòria naval britànica sobre l'esquadró francès ancorat a la badia d'Aboukir.
- 10 d'agost - Batalla de Salheyeh. Victòria francesa
- 7 d'octubre - Batalla de Sédiman. Victòria francesa
- 21 d'octubre - Revolta del Caire

1799
- 7 de març - Setge de Jaffa. Victòria francesa
- 8 d'abril - Batalla de Nazareth. Victòria francesa
- 11 d'abril - Batalla de Canaa. Victòria francesa
- 16 d'abril - Bonaparte relleva les tropes de Kléber a la batalla de Mont Tabor
- 20 de maig - Setge d'Acre. Els francesos es retiren després de vuit assalts
- 1 d'agost - Els francesos guanyen la Batalla d'Abukir.
- 23 d'agost - Bonaparte s'embarca i el comandament passa a les mans de Kléber

1800
- 24 de gener - Kléber fa la convenció d'El-Arich amb l'almirall britànic Sidney Smith
- Febrer - inici del declivi francès quan l'almirall anglès Keith refusa reconèixer l'acord
- 20 de març - Kléber obté la seva última victòria a la batalla d'Heliòpolis contra 30.000 otomans
- 14 de juny - el kurd Suleiman al-Halabi assassina a Kléber i el general Menou es converteix a l'islam.
- 3 de setembre - Els britànics recapturen Malta

1801
- 8 de març - Els britànics prenen terra a prop d'Aboukir
- 21 de març - Els francesos surten derrotats a la batalla d'Alexandria.
- 31 de març - L'exèrcit otomà arriba a El-Arich
- 19 d'abril - L'exèrcit britànic-otomà captura Fort Julien a Rosetta i obren el Nil.
- 27 de juny - El general Belliard rendeix el Caire
- 31 d'agost - El setge d'Alexandria s'acaba amb la rendició de Menou.